# Броди (телерадіокомпанія)
ТРК «Броди» — міська комунальна телерадіокомпанія. Територія мовлення — м. Броди.

## Напрямки діяльності
Вид діяльності: Телемовник, Радіомовник. Позивні: «Броди FM-настрій в тобі», «Говорять Броди».

## Обсяги
Обсяг проводового телемовлення: 1 година 15 хвилин на тиждень. Середа, п'ятниця: 6:30—6:45, понеділок, вівторок, четвер: 14:00—15:00.
Обсяг радіомовлення: 16 годин на добу. Щодня з 07:00 до 23:00 год.

## Ліцензування
Діючі ліцензії:
- ефірний (радіомовлення) — НР № 01489-м від 10 травня 2019 року, термін дії до 10 травня 2026 року.
- проводове мовлення — НР № 01516-м від 30 липня 2019 року, термін дії до 30 липня 2029 року.
- кабельне телебачення — НР № 01516-м від 30 липня 2019 року, термін дії до 30 липня 2029 року.